# Arthur Malausséna
Pour les articles homonymes, voir Malausséna.
Arthur Malaussena, né le 26 octobre 1846 à Nice (alors province de Nice du royaume de Sardaigne) et mort le 26 juin 1899 à Neuilly-sur-Seine, est un homme politique français du XIXe siècle, député républicain des Alpes-Maritimes sous la IIIe République.

## Biographie
Fils de François Malausséna, il fait des études de droit à Aix-en-Provence et devient avocat à Nice. Il est également conseiller judiciaire de la Société des bains de mer de Monaco, qui gère le Casino de la Principauté.
Élu conseiller général de Levens en 1882, il est ensuite élu député lors d'une élection partielle de Puget-Théniers en 1892, à la suite du décès député Théophile David. Battu dans cette circonscription par Raphaël Bischoffsheim en 1893, il se présente en 1894 dans la circonscription de Nice-campagne à la suite du siège vacant d'Alfred Borriglione, et remporte le scrutin mais ne se représente pas en 1898.
Il est républicain progressiste (centre gauche).

## Mandats
- Conseiller général du canton de Levens (1882-1898). Elu le 12 mars 1882 en remplacement de son père François Malausséna, décédé.  Réélu en 1886 et 1892. Ne se représente pas en 1898.
- Député de Puget-Théniers (1892-1893). Elu le 19 juin 1892 en remplacement de Théophile David, décédé. Battu en 1893 par Raphaël Bischoffsheim.
- Député de Nice-campagne (Nice-2) (1894-1898). Elu le 18 février 1894 en remplacement d'Alfred Borriglione, élu au Sénat. Ne se représente pas en 1898.